# Laetitia Blot
Pour les articles homonymes, voir Blot.
Laetitia Blot, née le 22 avril 1983 à Rennes, est une combattante de MMA française. Elle combat dans la catégorie des moins de 57 kg, poids légers, en judo et en moins de 63 kg en lutte.

## Biographie

### Carrière sportive
Elle découvre la pratique du judo très jeune, à 5 ans et demi et se passionne très vite pour cet art martial japonais. À 15 ans, elle entre en sport-études au pôle France de Rennes avant de rejoindre la capitale pour continuer sa progression et pratiquer le judo au plus haut niveau. À 25 ans, après avoir subi un KO avec traumatisme crânien et avoir été dans le coma, elle met le cap sur l’Australie, découvre le « footy » et intègre une équipe de football australien. Un an plus tard, elle revient en France et retourne doucement aux compétitions de judo. 
En 2011, sa troisième place aux Championnats de France 1er division ravive ses espoirs et ses ambitions.
En 2013, c’est le déclic sportif. Ses efforts payent et elle remporte à 30 ans le titre de championne de France en moins de 57 kg. Depuis elle enchaine les podiums en compétition. En 2014, elle remporte le Grand Prix de Samsun en Turquie. La même année, elle obtient des titres dans des compétitions internationales, avec la médaille d'or par équipes des championnats d'Europe de Montpellier et le titre mondial par équipes lors des championnats du monde de Tcheliabinsk. L'année suivante, elle remporte une autre médaille par équipes, lors des Jeux européens de 2015.
En 2014, elle teste la lutte féminine, puis s'inscrit au club de Créteil. Quelque temps après, elle se lance dans ce sport, entamant un temps une rare double-carrière sportive. Elle privilégie un temps le judo pour tenter d'obtenir sa sélection au sein de l'équipe de France de judo pour les Jeux olympiques de Rio de Janeiro. Non retenue, la Fédération préférant « miser sur la jeunesse » et estimant que son « avenir était totalement bouché » dans la discipline, elle décide de se consacrer à la lutte. Elle remporte toutefois les championnats de France de judo en novembre à Montbéliard avant de remporter quelques mois plus tard, en mars, le titre de championne de France de lutte dans la catégorie des moins de 63 kg,. Qualifiée pour les championnats du monde qui se déroulent à Paris, elle est battue dès le premier tour.

### Carrière professionnelle
Partie en Australie avec comme principal but d'apprendre l'anglais, elle y vit de petits boulots dans la restauration. Elle revient ensuite en France et obtient un poste à Disneyland pour porter des costumes de personnages.
En 2011, en parallèle à sa carrière sportive, Lætitia Blot intègre la SNCF, d'abord sur le réseau TER transilien puis après un CDI obtenu en 2012, en tant que Chef de Bord à la Gare du Nord, elle intègre en septembre 2014 le dispositif Athlètes SNCF. En janvier 2017, elle rejoint le Thalys  pour occuper un poste de contrôleuse à partir de mai, se formant dans un premier temps au néerlandais.
En septembre 2017 et après sept ans, elle quitte le dispositif Athlètes SNCF.
En septembre 2020, elle est à l'affiche du premier événement officiel de MMA organisé en France par MMA Grand Prix.

## Palmarès en judo
Dans des compétitions par équipes :
| Année | Compétition           | Lieu         | Résultat |
| ----- | --------------------- | ------------ | -------- |
| 2014  | Championnats d'Europe | Montpellier  | 1re      |
| 2014  | Championnats du monde | Tcheliabinsk | 1re      |
| 2015  | Jeux européens        | Bakou        | 1re      |

### Championnat de France
- Championne de France (-57 kg) - 2016
- Championne de France (-57 kg) - 2014
- Championne de France (-57 kg) - 2013
- Médaillée de bronze aux Championnats de France (-57 kg) - 2011

## Palmarès en lutte

### Championnat de France
- Championne de France (-63 kg) - 2017

- 🥇 Championne de France (-63kg) - 2016

## Palmarès en sambo

### Championnats du monde
- Médaillée de bronze en moins de 64 kg en 2020